# Matt Keeslar
Matthew Keeslar,plus connu sous le surnom de Matt Keeslar, né le 15 octobre 1972 à Grand Rapids, MI, est un acteur américain.
Keeslar est connu pour son rôle dans Scream 3, dans le feuilleton télévisé Dune et dans Rose red (d'après Stephen King). Il a également joué dans le film Splendeur de Gregg Araki.

## Filmographie

### Cinéma
- 1994 : Quiz Show : NBC Page
- 1995 : The Run of the Country de Peter Yates
- 1996 : Les Stupides (The Stupids) de John Landis : Lieutenant Neal
- 1997 : Mr. Magoo : Waldo Magoo
- 1998 : Les Derniers Jours du disco : Josh
- 1999 : Splendeur : Zed
- 2000 : Psycho Beach Party  : Lars/Larry
- 2000 : Scream 3 : Tom Prinze
- 2001 : Texas Ranger : Suh Suh Sam
- 2002 : Rose Red : Steven Rimbauer
- 2006 : The Thirst (en) de Jeremy Kasten (en) : Maxx
- 2007 : Jekyll, de Scott Zakarin : Dr Henry Jekyll / Mr Hyde

### Télévision
- 1998 : New York, police judiciaire : Lieutenant Neal
- 2000 : Dune : Feyd-Rautha Harkonnen
- 2005 : The Inside : Dans la tête des tueurs : Roddy Davis
- 2006 : Ghost Whisperer : Dennis McLoughlin
- 2006 : Les Maîtres de l'horreur : David Fuller
- 2006 : New York, section criminelle : Willie Kirk
- 2006 : Numb3rs : Agent Raymond
- 2007 : Boule de neige (Snowglobe) : Douglas
- 2008 : La Spirale du mensonge (The Governor's Wife) : Nathan Danville
- 2008 : The Middleman : The Middleman
- 2009 : Dollhouse : Richard Connell
- 2010 : Leverage : Alexander Lundy
- 2015 : Grimm : Sven Gunderson